# Мунис Хорезми
Мунис Шермухаммад (чагат. مونس خوارزمی‎ узб. Munis Shermuhammad) (1778, Хорезмская область — 1829) — узбекский поэт, писатель, историк и переводчик.

## Биография
Родился в селе Кият близ города Хивы. Он был выходцем из узбекского рода Юз. Отец его — Эмир Аваз-бий мираб был родом из хорезмийского села Кият и принадлежал к узбекской племенной аристократии. Дядя — поэт, историк Агахи Мухаммад Риза.

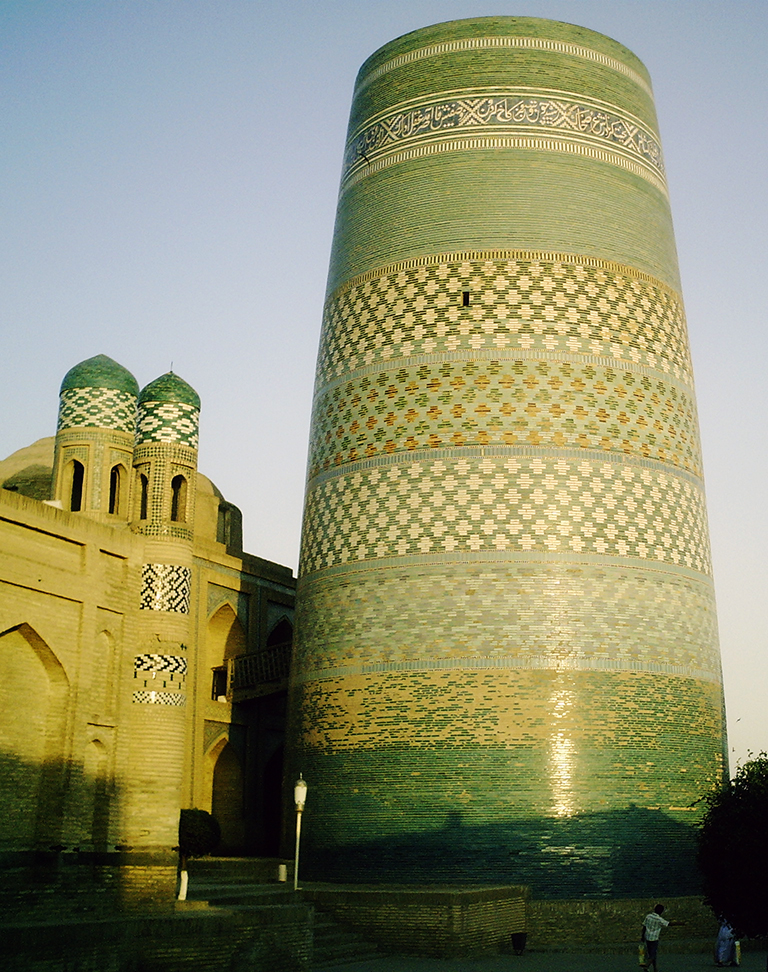
Минарет Кальта-Минар в Хиве

Автор исторического труда «Райский сад счастья». С 1800 года служил при дворе хивинских ханов Аваз-инака, Эльтузара, Мухаммад Рахим-хан I придворным хронистом и секретарем.

## Творчество
В 1804 году составил диван своих произведений, который позже был дополнен и получил название «Мунис ул-ушшок».
В 1806 году по поручению хивинского хана Эльтузара (1804—1806) начал писать историческое произведение «Фирдавс ул-икбал». Сочинение состояло из пяти глав и содержало краткое изложение всеобщей истории и историю Хивы, включая периоды правления Эльтузара и Мухаммад Рахим-ханa (1806—1825).
Следуя традициям средневековой мусульманской историографии, Мунис начинает свою историю «с Адама», после чего переходит к истории пророка Мухаммеда и его ближайших преемников-халифов. Вторая глава посвящается истории тюрко-монголов, начиная с мифического Яфета и сына его Тюрка, до времен Чингиз-хана и его наследников включительно. Необходимо, однако, заметить, что удельный вес этой компилятивной части труда Муниса весьма невелик. В изложении истории Хивинского ханства XVI—XVII вв. Мунис в общем следует Абулгази, иногда его изменяя или дополняя. События XVIII века, особенно второй его половины, излагаются чрезвычайно подробно, часто по годам, из чего можно заключить, что автор писал на основании детальных расспросов ряда современников событий, в частности, по-видимому, своего отца, принимавшего близкое участие в событиях второй половины XVIII столетия. Когда изложение событий было доведено до 1812 г., автор получил от хана поручение приступить к переводу с персидского на узбекский язык известного исторического труда Мирхонда «Раузат-ус-сафа», вследствие чего составление хивинской истории должно было прекратиться. Закончив перевод первого тома труда Мирхонда и работая над вторым, Мунис скончался. Он был великим историком Хорезма.

## Газель Муниса
Великим шахом царства дум я Низами зову

И покровителем в пути всегда Джами зову,

Хосрова Дехлеви стихом взволнован был мой ум,

Ко мне летела песнь времен, как луч сквозь синеву,

А вкус к словам я приобрел от старца Ансари,

Его нектаром вдохновлен, я на земле живу.

Хафиз Ширазский мне открыл своих исканий суть,

С тех пор, познание вкусив, я ищущим слыву.

И в лавку благости своей привел меня Аттар,

Товар редчайший показал, угодный божеству.

В своем я сердце рай открыл, услышав Фирдоуси

И перед мудростью его склоняю ниц главу.

И милостями Хагани, и лаской Анвари

Обучен языку цветов, бутоны слов я рву.

Мне чашу звонкую вручил великий Саади,

Сквозь тьму пурпурного вина я искрою плыву.

Там книгу счастья написал искуснейший Бедиль,

Из мысли сделавши стрелу, из чувства — тетиву.

Но чтобы на дороге слов не заблудиться мне,

Зову я душу Навои на помощь естеству.

О драгоценный Керами, к Мунису добрым будь,

И я в содружестве с тобой бесценным прослыву.

## Смерть
Мунис скончался в 1829 году и был похоронен в Хиве.